# Douglas T2D
El Douglas T2D fue un bombardero-torpedero bimotor contratado por las Fuerzas Armadas estadounidenses, y requería que pudiera usarse tanto con ruedas como con flotadores, así como operar desde portaaviones. Fue el primer avión bimotor en ser operado desde un portaaviones.

## Desarrollo y diseño
En 1925, la Agencia de Aeronáutica de la Armada de los Estados Unidos diseñó un avión bombardero-torpedero bimotor, con la intención de que tuviera mayores prestaciones que los aviones monomotores contemporáneos. Un único prototipo fue construido por la Naval Aircraft Factory como el XTN-1, que rápidamente fue seguido por tres aeronaves idénticas construidas por la Douglas, el T2D-1.
El XTN/T2D era un gran biplano de dos vanos, capaz de una fácil conversión entre flotadores y ruedas, y llevaba cuatro tripulantes.

## Variantes
XTN-1
Prototipo original construido por la Naval Aircraft Factory. Uno construido.
T2D-1
Aeronaves de producción, bombardero-torpedero convertibles a hidroavión de patrulla, impulsados por dos motores Wright R-1750 Cyclone. 12 construidos.
P2D-1
Hidroavión dedicado a patrulla. Equipado con una cola doble y dos motores Wright R-1820 Cyclone. 18 construidos.

## Operadores
Estados Unidos
- Armada de los Estados Unidos

## Historia operacional
Los tres primeros T2D-1 fueron entregados al escuadrón VT-2 de bombarderos-torpederos el 25 de mayo de 1927, probándose satisfactoriamente a bordo del portaaviones Langley. Fueron ordenados nueve T2D-1 adicionales en 1927, siendo operados normalmente como hidroaviones, en parte a causa de la crítica del Ejército a la Armada por operar grandes bombarderos basados en tierra, y en parte porque su gran tamaño impedía que el Langley embarcara una escuadrilla aérea al completo.
Fueron ordenadas 18 aeronaves adicionales en junio de 1930 como hidroaviones de patrulla, siendo designados P2D-1. Fueron operados por el Escuadrón de Patrulla VP-3 en la Zona del Canal de Panamá hasta que fueron reemplazados por Consolidated PBY en 1937.

## Especificaciones (T2D)
Referencia datos: The Encyclopedia of World Aircraft

### Características generales
- Tripulación: Cuatro
- Longitud: 12,80 m
- Envergadura: 17,37 m
- Altura: 4,85 m
- Superficie alar: 82,31 m²
- Peso vacío: 2726 kg
- Peso máximo al despegue: 4773 kg
- Planta motriz: 2× motor radial de 9 cilindros en una fila Wright R-1750 Cyclone.
  - Potencia: 391 kW cada uno.

### Rendimiento
- Velocidad nunca excedida (Vne): 201 km/h
- Alcance: 735 km
- Techo de vuelo: 4215 m
- Régimen de ascenso: 304,8 m/min
- Carga alar: 58,0 kg/m²
- Potencia/peso: 0,16 kW/kg

### Armamento
- Ametralladoras: 

  - 2 Browning M1919 de 7,62 mm
- Bombas: 

  - 1x torpedo aéreo de 832 kg o equivalente

### Secuencias de designación
- Secuencia T_N (Torpederos de la Armada estadounidense, 1922-1935 (Naval Aircraft Factory, 1922-1962)): TN - T2N
- Secuencia T_D (Torpederos de la Armada estadounidense, 1922-1935 (Douglas, 1922-1962)): DT - T2D - XT3D
- Secuencia P_D (Aviones de Patrulla de la Armada estadounidense, 1922-1962 (Douglas, 1922-1962)): PD - P2D - P3D

### Listas relacionadas
- Anexo:Aeronaves militares de los Estados Unidos (navales)